# 310-ті
Завершився період тетрархії й розпочалося правління Костянтина Великого у Римській імперії. У Китаї править династія Цзінь, в Японії триває період Ямато. У Персії править династія Сассанідів.
На території лісостепової України Черняхівська культура. У Північному Причорномор'ї готи й сармати.

## Події
- Управління Римською імперією після громадянської війни міцно захопив Костянтин Великий.
- Припинився період переслідування християн принаймні у Західній Римській імперії.
- У Китаї династія Цзінь утратила землі на північ від Янцзи, де утворилися 16 держав кочових племен некитайського етносу.